# Glycosia bhaskarai
Glycosia bhaskarai är en skalbaggsart som beskrevs av Krajcik och Jakl 2005. Glycosia bhaskarai ingår i släktet Glycosia och familjen Cetoniidae. Inga underarter finns listade i Catalogue of Life.